# همه چیز درباره همسرم
همه چیز دربارهٔ همسرم (انگلیسی: All About My Wife; کره‌ای: 내 아내의 모든 것) یک فیلم کمدی رمانتیک سال ۲۰۱۲ کره جنوبی به کارگردانی مین کیو دونگ دربارهٔ شوهری بزدل است که یک کازانووا حرفه‌ای را استخدام می‌کند تا همسر به ظاهر عالی اما ترسناک خود را اغوا کند، به این امید که این باعث شود همسرش از او طلاق بگیرد. در این فیلم ایم سو جونگ، لی سون کیون و ریو سونگ ریونگ ایفای نقش کردند. و در ۱۷ مه ۲۰۱۲ منتشر شد.
این فیلم بازخلق یک فیلم آرژانتینی به نام "Un novio para mi mujer" است.

## بازیگران
- ایم سو جونگ در نقش یون جونگ این[۷][۸][۹]
- لی سون کیون در نقش لی دو هیون[۱۰]
- ریو سونگ ریونگ در نقش جانگ سونگ کی[۱۱]
- لی کوانگ سو در نقش پی‌دی چوی، میزبان رادیو